# Даніель Беде
Даніель Беде (угор. Böde Dániel; нар. 24 жовтня 1986, Сексард) — угорський футболіст, нападник клубу «Пакш», в минулому гравець національної збірної Угорщини.
Чемпіон Угорщини.

## Клубна кар'єра
У дорослому футболі дебютував 2005 року виступами за команду клубу «Пакш», в якій провів сім сезонів, взявши участь у 163 матчах чемпіонату. Більшість часу, проведеного у складі «Пакша», був основним гравцем атакувальної ланки команди.
До складу клубу «Ференцварош» приєднався 2012 року. Відтоді встиг відіграти за клуб з Будапешта понад 100 матчів в національному чемпіонаті. В сезоні 2015/16 «Ференцварош» став чемпіоном країни, а сам Даніель зробив вагомий внесок в успіх клубу того року, ставши із 17 забитими голами найкращим бомбардиром угорської першості. Загалом за столичний куб відіграв сім сезонів.
З літа 2019 року повернувся до клубу «Пакш» кольори якого наразі він і захищає.

## Виступи за збірну
2013 року дебютував в офіційних матчах у складі національної збірної Угорщини. У травні 2016 був включений до її заявки для участі у фінальній частині чемпіонату Європи у Франції.

## Титули і досягнення
- Чемпіон Угорщини (2):

«Ференцварош»: 2015–16, 2018–19
- Володар Кубка угорської ліги (3):

«Пакш»: 2010–11
«Ференцварош»: 2012–13, 2014–15
- Володар Кубка Угорщини (5):

«Ференцварош»: 2014–15, 2015–16, 2016–17
«Пакш»: 2023–24, 2024–25
- Володар Суперкубка Угорщини (1):

«Ференцварош»: 2015
- Найкращий бомбардир Чемпіонату Угорщини (2):

«Ференцварош»: 2015–16
«Пакш»: 2024–25